# Al-Munafiqoon
Al-Munafiqoon “Os Hipócritas” (do árabe: سورة المنافقون) é a sexagésima terceira sura do Alcorão e tem 11 ayats.